# Константин Диоген
Константин Диоген (грчки: Κωνσταντῖνος Διογένης; умро 1032) је био византијски војсковођа из 11. века. Учествовао је у ратовима цара Василија II против Самуиловог царства, након чега је постављен за стратега (војног намесника) теме Сирмијум (1018). Такође је обављао и функције стратега Србије, дукса Бугарске и стратега Солуна. Због оптужби за склапање завере против цара Романа III пао је у немилост. Извршио је самоубиство 1032. године како би избегао тортуру. Константин Диоген је био отац каснијег цизантијског цара Романа IV Диогена.

## Устанак комитопула
Константин Диоген је први познати припадник знамените византијске кападокијске породице Диоген која је играла значајну улогу у политичком животу Византије 11. века. Каријеру је започео у служби византијског цара Василија II (976-1025) као заповедник западне тагме у последњим годинама устанка комитопула. Учествовао је у одлучујућој бици на Беласици (29. јул 1014. године) у којој је Самуилова војска доживела коначан пораз. Самуило је умро убрзо након пораза код Беласице. Наследио га је син Гаврило Радомир који је преко неког једноруког Ромеја послао поруку цару Василију којом је обећавао своју потчињеност и покорност. Василије је посумњао у писмо и послао је војску у област Моглена. На њеном челу налазили су се Нићифор Ксифија и Константин Диоген који је тада већ заузимао положаја стратега Солуна на коме је заменио преминулог Теофилакта Вотанијата. Диоген је са војском опљачкао земљу и опсео град Моглен. Византијска војска успела је да пробије зидине града након чега се становништво предало. У Моглену је ухваћен и кавхан Дометијан који је био веома близак цару Гаврилу Радомиру. Ухваћен је и „архонт“ (поглавар области у овом случају) Илица и многе друге велможе. Цар нареди да се тврђава запали. Убрзо је освојена и тврђава Енотија.

### Рат против Јована Владислава
У касну јесен 1016. године, Василије је покренуо поход ка Софији. Скоро три месеца провео је у неуспешној опсади Пернике након чега је у пролеће 1017. године освојио тврђаву Лонгон (северно од Костура). Одатле је упутио Давида Аријанита и Константина Диогена у Пелагонијске равнице (која је већим делом била у саставу државе Јована Владислава). Диоген и Аријанит заробили су велики број непријатеља у свом походу на Пелагонију. Јован је за то време покушавао склопити савез са Печенезима, али, како му то није успело, у повратку је опсадом заузео тврђаву Сетину где су се налазили Самуилови дворци. Диоген је у међувремену постављен за заповедника тагме Схола запада и, са одредом војника из Солунске теме, послат је на Владислава. Јован Владислав му је поставио заседу, али се пред мноштвом непријатеља морао повући. Диоген је за њима кренуо у потеру и, у сукобу је убио много, а заробио преко 200 тешко наоружаних војника, коње и пртљаг Јована Владислава и његовог нећака. Јован Владислав је након овог пораза предузео опсаду Драча приликом које је и погинуо 1018. године.

## Управник Сирмијума
Мали број обласних господара пружао је отпор Василију; већина му је отварала капије. Василије је достојанственике који су прешли на његову страну великодушно награђивао. Хрватска племена мирно су признала византијску врховну власт. Отпор је пружао Сермон, македонски намесник Сирмијума (касна јесен 1018). Константин Диоген је постављен за архонта и одређен за команданта византијске војске која је ратовала око Сирмијума. Диоген је град заузео на превару. Позвао је Сермона на састанак на реци Сави. Сермонову пратњу је, по договору, чинило тројица слуга. На састанку је Диоген извадио нож и убио Сермона. Сермонова удовица отворила је Диогену капије града, а за узврат је послата у Цариград где се удала за неког византијског великодостојника. Диоген је постављен да управља новоосвојеном облашћу.
На појединим печатима, Константин Диоген је титулисан и као стратег Србије. Проблем постојања теме Србије у првој половини 11. века, након Василијеве реокупације Балкана, веома је сложен. У изворима се чак три пута помињу заповедници Србије са рангом стратега. Стратег Србије помиње се на два печата чија је аутентичност несумњива. Први је припадао Константину, дуксу Солуна, Бугарске и Србије, а други Константину Диогену. Трећа индиција повезана је са извесним Љутовидом, стратегом Србије и Захумља; историјском личношћу из прве половине 11. века, иначе захумским кнезом. Поједини истраживачи су сматрали да је тема Сирмијум била позната и под именом Србија, док су други претпостављали је да је у делу Србије, а највероватније у Рашкој области, постојала непосредна византијска управа, са византијским војним гарнизоном под заповедништвом дукса Бугарске, који стога у своју титулатуру уноси у Србију. Новије историографске анализе показале су да је посебна тема Србија ипак постојала.

## Последње године и смрт
Диоген је 1022. или 1025. године заменио Аријанита на месту дукса Бугарске. Печенези су следеће, 1026. године предузели инвазију Балкана. Диоген је зауставио њихов напад. Током владавине Романа III Аргира (1028-1034), Диоген је напустио положај стратега Сирмија јер је добио положај управника Солуна. Оженио се анонимном ћерком Василија Аргира. Међутим, 1029. године оптужен је за заверу са порфирогенитом Теодором против новог цара. Пао је у немилост и постављен је за управника малоазијске теме Тракесион. Убрзо је лишен свих јавних функција, опозван у Цариград, ухапшен, спроведен кроз главну цариградску улицу и приморан на повлачење у манастир. Теодора и Диоген су наставили да кују завере против цара. Намеравали су да искористе заузетост цара ратовањем на истоку (1032) да изврше државни удар. Завера је откривена, а Диоген је позван на одговорност и подвргнут је испитивању од стране евнуха Јована Орфанотрофа. Како би избегао тортуру, извршио је самоубиство бацивши се са зидина.
Син Константина Диогена, Роман, касније ће владати као цар (1068–1071).